# Ботевградски край
„Ботевградски край“ е двуседмичен народопросветен вестник, издаван в Ботевград от Ботевградския околийски стопанско-културен комитет през 1942 г.
Редактор Стефан Иванов. Печата се в печатница „Наука“ на Карл Йосифов Папаушек. Издадени са 18 броя, като към брой 7 и 11 има притурка. Първият брой излиза на 1 януари, а последния на 25 ноември 1942 г.